# The Music Explosion
The Music Explosion was een Amerikaanse garagerockband uit Mansfield, die door de producers Jerry Kasenetz en Jeff Katz werden ontdekt.

## Bezetting
- James 'Jamie' Lyons[3] (zang, percussie)
- Donald Atkins (gitaar)
- Richard Nesta (gitaar)
- Burton Stahl[4] (e-bas)
- Robert Avery (drums)

## Geschiedenis
Het kwintet is vooral bekend om hun nummer twee hit Little Bit O' Soul, die van de RIAA een gouden plaat kreeg. Kasenetz, Katz en Elliott Chipruit produceerden de song, die midden 1967 een hit werd (2e plaats, VS-hitlijst). Geschreven door John Carter en Ken Lewis, die eerder grote hits hadden geschreven voor The Ivy League en Herman's Hermits, was het nummer (Laurie Records, later heruitgegeven bij Buddah Records) de enige top 40-hit van de band. Deze single maakte de weg vrij voor tournees met tijdgenoten als The Left Banke, The Easybeats, The Ohio Express en 1910 Fruitgum Company.
Little Bit O' Soul is vervolgens gecoverd door verschillende bands, waaronder The Ramones, Dodging Susan en 2 Live Crew, die de melodie samplede. De keerzijde I See The Light werd later gecoverd door The Fourth Amendment en had vier jaar later een heropleving op sommige stations in het midwesten. De opvolger Sunshine Games bleef slechts vijf weken tot de 70e plaats in de Billboard Hot 100.
Het productieteam Jerry Kasenetz en Jeffry Katz van hun enige album, schreef verschillende nummers van de band, die flagrante herschrijvingen waren van bestaande nummers. Bassist Burton Stahl erkende deze beweringen.
Zanger Jamie Lyons nam ook verschillende solosingles op bij Laurie Records terwijl hij nog steeds aan het opnemen was met de band. Zijn eerste single Soul Struttin' werd een northern soulhit. Lyons overleed aan hartfalen in zijn huis in Little River op 25 september 2006 op 57-jarige leeftijd. De band bleef toeren op festivals met een nieuwe zanger. Drummer Bob Avery werd later lid van Crazy Elephant.